# Melanis aegates
Espèce
Melanis aegates est une espèce d'insectes lépidoptères (papillons) appartenant à la famille des Riodinidae et au genre Melanis.

## Taxonomie
Melanis aegates a été décrit par William Chapman Hewitson en 1874 sous le nom de Limnas aegates

### Sous-espèces
- Melanis aegates aegates en Bolivie.
- Melanis aegates albugo (Stichel, 1910) ; au Paraguay
- Melanis aegates araguaya (Seitz, 1913) ; au Brésil.
- Melanis aegates cretiplaga (Stichel, 1910) ; au Paraguay et en Argentine
- Melanis aegates lilybaeus (Stichel, 1926) ; au Brésil.
- Melanis aegates limbata (Stichel, 1925) ;  au Brésil
- Melanis aegates melliplaga (Stichel, 1910) ; présent en Guyane et au Surinam[1].

### Nom vernaculaire
Melanis aegates se nomme Aegates Pixie en anglais

## Description
Melanis aegates est de couleur noire comme tous les Melanis avec un point rouge à la partie basale de chaque aile et aux ailes antérieures une barre incomplète blanche, jaune chez Melanis aegates limbata et Melanis aegates melliplaga. Chez certaines sous-espèces les veines apparaissent plus claires, surtout chez Melanis aegates araguaya.

## Biologie

### Plantes hôtes
La plante hôte de sa chenille est Pithecellobium scalare  pour Melanis aegates cretiplaga.

## Écologie et distribution
Melanis aegates est présent en Guyane, au Surinam, au Paraguay, en Bolivie, en Argentine et au Brésil.

### Biotope
Il réside dans la forêt tropicale.